# گمینا روکیتنگتسا (استان لهستان بزرگ‌تر)
گمینا روکیتنگتسا (استان لهستان بزرگ‌تر) (به لهستانی:  Gmina Rokietnica) یک گمینا در لهستان است که در شهرستان پوزنانگ واقع شده‌است. گمینا روکیتنگتسا ۷۹٫۳۱ کیلومتر مربع مساحت و ۹٬۴۱۵ نفر جمعیت دارد.